# Мизансцена
Мизансце́на (фр. mise en scène — размещение на сцене) — расположение актёров на сцене в тот или иной момент спектакля (съёмок).
В качестве средства образного выражения мизансцена в драматическом театре получила своё развитие с рождением и становлением искусства режиссуры и сценографии. В эпоху актёрского театра «выходы» актёров на площадку и сценическая обстановка были по преимуществу функциональными. Это естественно: актёрский взгляд «изнутри» спектакля по определению не может разработать и оценить комплексное образное решение, включающее в себя все многочисленные и разнообразные компоненты сценического действия. Потребовался творческий взгляд «извне», — режиссёра и художника-сценографа, — чтобы понять, что эмоциональное воздействие на зрителей может быть многократно усилено постановочными эффектами — игрой света, музыкальными и звуковыми включениями, разработкой образа пространства спектакля, составной частью которого, несомненно, является и мизансцена.

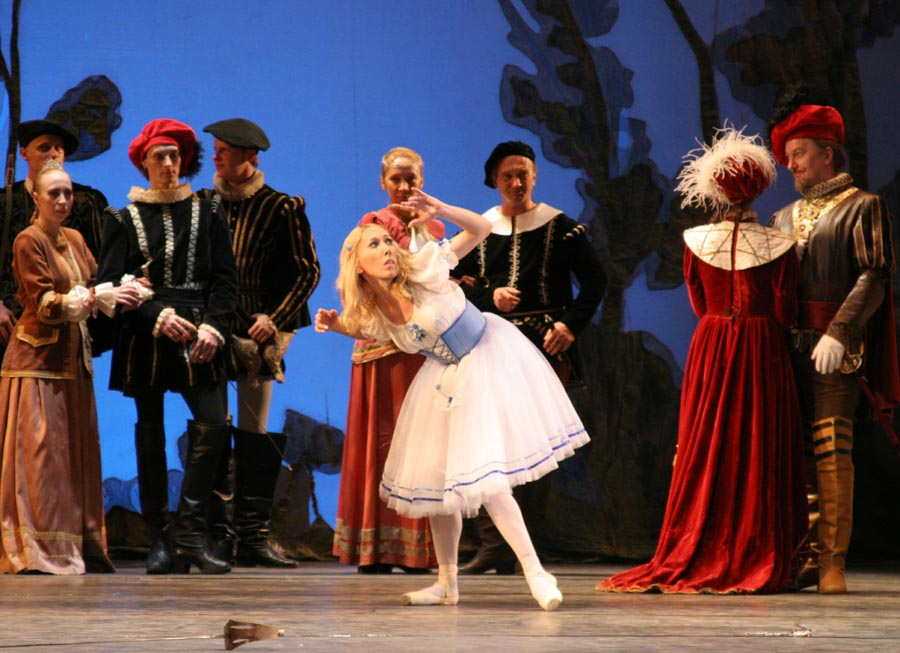
Мизансцена из балета «Жизель»

В разработке мизансцен проявляется сложное диалектическое взаимодействие формы и содержания: выражение внутренней сущности конфликта, взаимоотношений, идеи, логики сценического действия, художественного замысла, эмоциональной подлинности через его форму, игру, режиссуру, внешний визуальный образ спектакля. При этом построение точных мизансцен одинаково важно как при решении так называемых массовых сцен с участием большого количества действующих лиц и статистов, так и в композиционной разработке «малонаселённых» эпизодов, в том числе — и присутствии на сцене лишь одного героя.
Построение мизансцен находится в тесной связи с пластической разработкой образов. Так, при обучении в театральных вузах мастерству режиссёра, много внимания уделяется изучению законов композиции в изобразительном искусстве — особенно в скульптуре и живописи. Создание так называемых этюдов по мотивам классических полотен и скульптурных композиций — весьма важный аспект работы режиссёрских курсов.

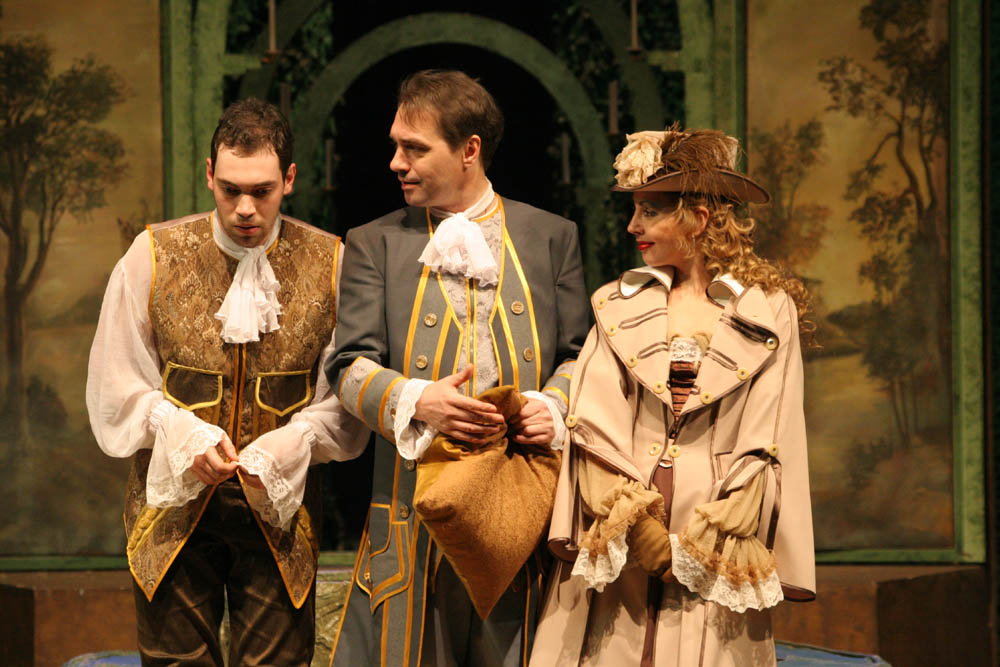
Мизансцена из спектакля «Ночь ошибок»

В характере построения мизансцен находят своё выражение стиль и жанровая природа спектакля. Так, например, классическая трагедия подразумевает строгие и монументальные мизансцены, водевиль — легкие и подвижные, бытовая драма — реалистические и убедительные. Однако возможен и обратный, парадоксальный режиссёрский ход: когда мизансцена, на первый взгляд противореча общему стилевому решению спектакля, переводит его звучание в иную плоскость, обогащая его образ и придавая дополнительный объём. Так, например, в давнем трагическом спектакле театра имени Вахтангова «Антоний и Клеопатра», Михаил Ульянов в роли Антония, кончая жизнь самоубийством, поразительно неловко бросался на меч, закреплённый в полу сцены. Эта сцена была одной из самых пронзительных в спектакле: её непафосное, даже бытовое мизансценическое и пластическое решение давало очень сильный эмоциональный контрапункт восприятия.
Полноправными соавторами в разработке мизансцен, несомненно, выступают не только режиссёр и актёр, но и художник спектакля — как сценограф, так и автор костюмов. Так, сотрудничество Юрия Любимова с художником Давидом Боровским в спектаклях театра на Таганке привело к созданию многих образных (в том числе — и мизансценических) решений, вошедших в золотой фонд отечественной театральной практики («А зори здесь тихие», «Гамлет» и других).
Принципам творческого построения мизансцен уделяли много внимания режиссёры-реформаторы русской и советской сцены (К. С. Станиславский, В. Э. Мейерхольд, Е. Б. Вахтангов, А. Я. Таиров, Г. А. Товстоногов, А. В. Эфрос и другие).